# Giuseppe Antonio Sala
Giuseppe Antonio Sala (né le 27 octobre 1762 à Rome et mort le 23 juin 1839 à Rome) est un cardinal italien du XIXe siècle.

## Biographie
Giuseppe Antonio Sala exerce diverses fonctions au sein de la Curie romaine, nommé en 1823 comme secrétaire de la Congrégation pour les affaires ecclésiastiques extraordinaire (qui deviendra la Secrétairerie d'état), puis en 1825 secrétaire de la Congrégation du Concile.
Entre 1810 et 1814, il préconise une réforme du clergé romain, les ecclésiastiques de la Curie romaine devant aussi s'orienter vers une activité pastorale.
Le pape Grégoire XVI le crée cardinal lors du consistoire du 30 septembre 1831. Le cardinal Sala est  ensuite préfet de la Congrégation de l'Index en 1834 puis de la Congrégation des évêques de 1834 à 1838.

### Sources
1. ↑  Prudhomme Claude, « L’Académie pontificale ecclésiastique et le service du Saint-Siège. Les secrétaires d’état du Saint-Siège, XIXe – XXe siècles. », Mélanges de l'École française de Rome. Italie et Méditerranée, tome 116, n°1,‎ 2004 (lire en ligne)

- Fiche du cardinal Sala sur le site de la FIU